# Black Panther (film)
Black Panther je americký superhrdinský film z roku 2018, založený na stejnojmenné postavě od Marvel Comics. Je produkovaný Marvel Studios a distribuován prostřednictvím Walt Disney Studios Motion Pictures a jedná se o osmnáctý film Marvel Cinematic Universe. Snímek zrežíroval Ryan Coogler a společně s Joem Robert Colem napsal scénář. Hlavní role hrají Chadwick Boseman, Michael B. Jordan, Lupita Nyong'o, Danai Gurira, Martin Freeman, Daniel Kaluuya, Angela Bassettová, Forest Whitaker a Andy Serkis.
Film byl uveden do kin dne 16. února 2018. V České republice byla premiéra dne 15. února 2018. Film byl nominován na sedm Oscarů, včetně nejlepšího filmu roku, přičemž proměnil tři ceny: za nejlepší filmovou hudbu, za kostýmy a za produkční design. Snímek získal také cenu BAFTA za nejlepší vizuální efekty. Tři neproměněné nominace zaznamenal na 76. ročníku udílení Zlatých glóbů (nejlepší film - Drama, nejlepší původní píseň, nejlepší filmová hudba).

## Příběh
Před mnoha staletími vedlo pět afrických kmenů válku o oblast, do které před dávnými časy spadl meteorit, který byl bohatý na unikátní kov vibranium. Během války jeden bojovník pozřel výtažek z rostliny, jež měla srdčitý tvar. Rostlina mu dala zvláštní schopnosti – zvýšila mu mentální a fyzickou sílu a oddolnost. Z válečníka se stal první "Black Panther". Tento válečník sjednotil čtyři z pěti kmenů a založil státní útvar Wakandu. Jediný kmen, který se odmítl podřídit byli Jabari, kteří odešli do blízkých hor. Wakanďané využili vibranium na výrobu pokročilých technologií a strojů. Současně vyvinuli maskovací zařízení, které jim pomohlo se skrýt před okolním světem a ukrýt tak svou futuristickou technologii před válčícím světem. Mocnosti proto považují Wakandu za zemi třetího světa.
V roce 1992 král T'Chaka navštívil svého bratra N'Jobu, který působil v utajení ve městě Oakland, ve státě Kalifornie. Král T'Chaka obvinil svého bratra z toho, že měl napomáhat Ulyssesovi Klaueovi ukrást vibranium, aby ho prodal na černém trhu. N'Jobuův společník Zuri, který rovněž působil v utajení, potvrdil královo obvinění.
V současnosti, po smrti krále T'Chaky, se jeho syn T'Challa vrací do Wakandy, aby mohl být korunován novým králem. T'Challa a Okoye (velitelka elitní ozbrojené jednotky Dora Milaje) vyruší z utajené mise Nakiu, T'Challovu bývalou lásku, kterou chce mít u sebe při korunovaci. Ceremoniálu se účastní také králova vdova Ramonda a princezna Shuri, T'Challova sestra. Před korunovací musí T'Challa dokázat, že si zaslouží postavení krále a moc Black Panthera. Vrchní kněz Zuri ho proto zbaví moci Black Panthera a umožní shromážděným kmenům, aby vyzvali T'Challu k souboji o trůn. Výzvy se chopí M'Baku, náčelník kmene Jabari. M'Baku je ovšem v souboji poražen a králem se tak stane T'Challa.
Mezitím Ulysses Klaue a Erik Stevens ukradnou z londýnského muzea artefakt, který byl vyrobený z vibrania. Ve Wakandě se sejde poradní rada kmenů, na které W'Kabi vyzve krále, aby zajistil chycení Klauea. T'Challa, Nakia a Okoye proto cestují do Pusanu v Jižní Koreji, kde má dojít k prodeji artefaktu. Kupcem je Everett K. Ross ze CIA. Nákup je přerušen a Klaue se pokusí o útěk. Nicméně je chycen Black Pantherem, který ho předá do vazby Everettovi Rossovi. Při výslechu Klaue Rossovi prozradí, že Wakanda není země třetího světa, ale technologicky vyspělý národ, který disponuje futuristickými zbraněmi. Během výslechu se do budovy dostane Erik Stevens, který pomůže Klaueovi k útěku. Během útěku je Everett Ross vážně zraněn. T'Challa se ho proto rozhodne převézt do Wakandy, kde mají technologii, aby mu zachránili život.
Zatímco Shuri zachraňuje Rosse, T'Challa od Zuriho zjistí, že N'Jobu chtěl prodávat zbraně z vibrania lidem s africkými kořeny, aby mohli porazit všechny utlačovatele. Přitom prozradí, že během zadržení N'Joby v roce 1992, se N'Jobu pokusil zabít Zuriho, čemuž zabránil T'Chaka, který zabil N'Jobua. T'Chaka přinutil Zuriho lhát o tom, co se stalo. N'Jobu měl zmizet, přičemž v USA nechali jeho malého syna Erika. Z Erika vyrostl elitní voják americké armády, který se účastnil mnoha tajných operací. V armádě přijal přezdívku "Killmonger".
Mezitím Killmonger zabil Klauea a jeho tělo přivezl do Wakandy. Je zajmut a předveden před kmenovou radu. Před radou prozradí, že je z královské krve a že vyzývá krále T'Challu k souboji o trůn. T'Challa výzvu přijal. Nicméně během souboje je T'Challa přemožen a shozen z vodopádu. Novým králem se tak stal Killmonger, který se rozhodl přestat s izolacionismem Wakandy. Namísto toho chce pokračovat v plánu svého otce a prodat zbraně všem utlačovaným národům s africkými kořeny. Během korunovace z paláce utečou Ramonda, Shuri, Nakia a Everett Ross. Rozhodnou se utéct do hor ke kmenu Jabari a zkusit je přemluvit k boji proti Killmongerovi. V horách zjistí, že Jabari našli T'Challu polomrtvého v řece, který je v kritickém stavu. Pomocí rostliny dávající sílu Black Panthera se podaří T'Challu uzdravit a navrátit mu sílu Black Panthera, které byl zbaven před soubojem s Killmongerem.
V závěrečné bitvě se proti sobě postaví Dora Miraje, Nakia, Shuri, Ramonda, Everett Ross a vojsko Wakandy. Zvrat v bitvě způsobí armáda Jabari. Současně probíhá souboj Black Panthera s Killmongerem. V závěru je Killmonger poražen a králem se opět stává Black Panther – T'Challa.
V reakci na tyto události se T'Challa rozhodne pozvolna otevřít Wakandu světu.
V potitulkové scéně T'Challa informuje Buckyho Barnese, skrývajícího se ve Wakandě o tom, že se blíží boj.

## Obsazení
- Chadwick Boseman jako T'Challa / Black Panther

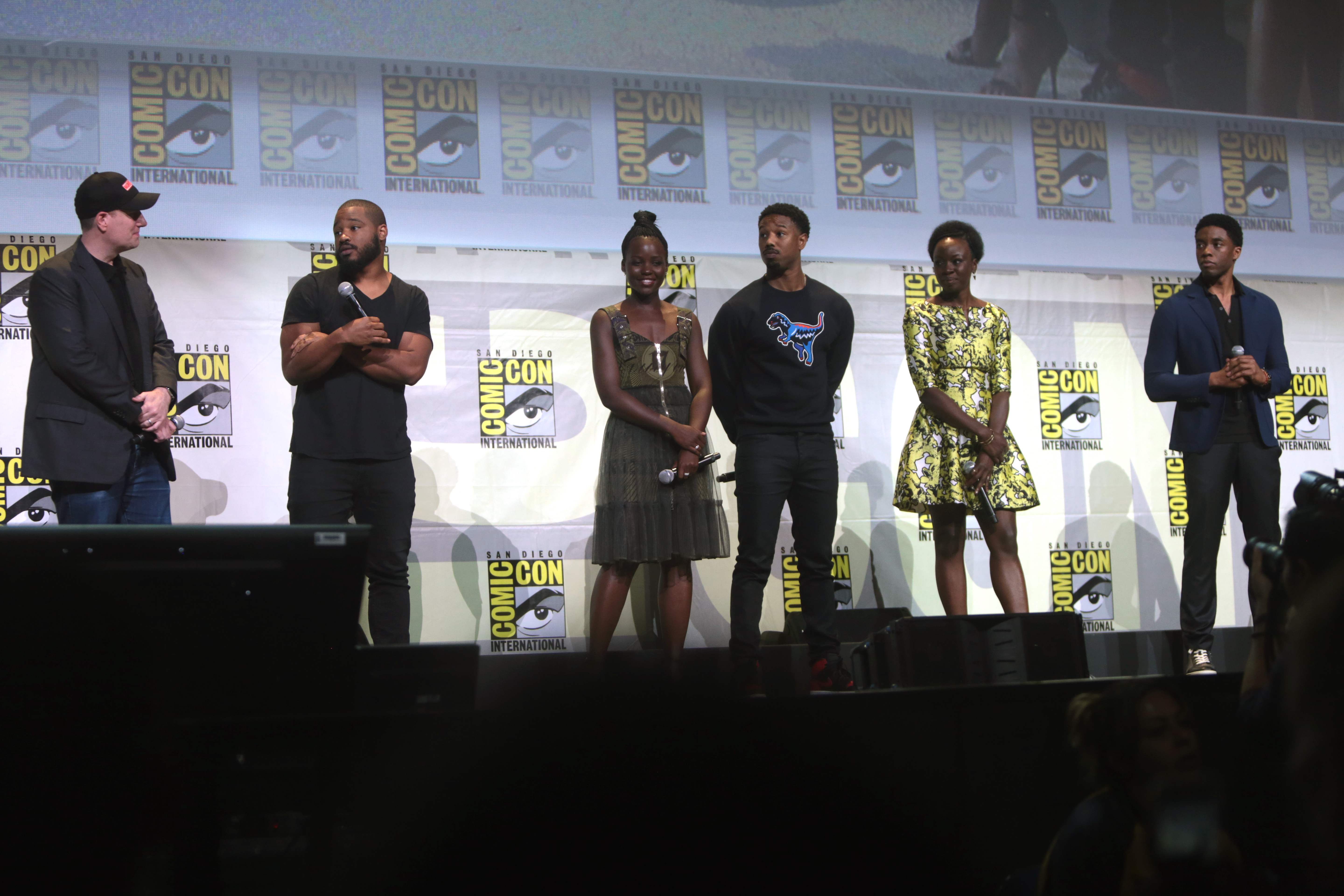
(zleva doprava) Producent Kevin Feige, režisér Ryan Coogler, a herci Lupita Nyong ' o, Michael B. Jordan, Danai Gurira a Chadwick Boseman.

- Michael B. Jordan jako Erik "Killmonger" Stevens
- Lupita Nyong 'o jako Nakia
- Danai Gurira jako Okoye
- Martin Freeman jako Everett. K. Ross
- Daniel Kaluuya jako W'Kabi
- Angela Bassettová jako Ramonda
- Forest Whitaker jako Zuri
- Andy Serkis jako Ulysses Klaue
- Florence Kasumba jako Ayo
- John Kani jako T'Chaka
- Winston Duke jako M'Baku
- Letitia Wright jako Shuri
- Sterling K. Brown jako N'Jobu
- Isaach de Bankolé jako starší z kmene Wakanda
- Nabiyah Be jako Tilda Johnson
- Sydelle Noel jako Xoliswa
- Atandwa Kani

## Produkce
V červnu roku 1992 Wesley Snipes oznámil, že má v plánu vytvořit film o Černém panterovi a na projektu začal pracovat v srpnu. Další červenec Snipes plánoval začít s The Black Panther, poté, co hrál ve filmu Demoltion Man, ale další měsíc vyjádřit svůj zájem o natočení sequelu tohoto filmu. V lednu roku 1994 Spines mluvil s Columbia Pictures o tom, že by hrál Černého partnera. Stan Lee se k projektu připojil v březnu a projekt dotvořil v květnu. V lednu roku 1996 Lee vysvětlit, že se mu nelíbil scénář filmu. V březnu roku 1998 Marvel Studios najali Joeho Quesadu a Jimmyho Palmiottiho k projektu. V květnu roku 2000 společnost Artisan Entertainment oznámila, že zafinancuje a bude distribuovat film inspirovaný Černým panterem. 
V září roku 2005 Avi Arad, ředitel Marvel Studios, oznámil, že Black Panther je jeden z deseti filmů, které bude vytvářet Marvel Studios a distribuovat je bude Paramount Pictures. V lednu roku 2011 najali filmaře Marka Baileyho, aby napsal k filmu scénář.
V říjnu 2014 producent Feige oznámil, že film bude mít premiéru 3. listopadu roku 2017 a v hlavní roli se objeví Chadwick Boseman. Další měsíc Marvel posunul premiéru na 6. července 2018. V říjnu 2015 F. Gary Gray a Ryan Coogler byli zvažováni na post režiséra filmu. Marvel změnil opět premiéru na 16. února 2018.

### Natáčení
Natáčení začalo dne 21. ledna 2017 ve studiích EUE/Screen Gems a Pinewood Atlanta pod pracovním názvem Motherland. Natáčelo se také v sousedství Sweet Auburn v Atlantě a v atlantské radnici. Některé scény se natáčely v Jižní Koreji. Natáčení ve městě Pusan skončilo dne 17. března 2017. Dne 21. března 2017 se natáčelo v na pláži Gwangalli. Natáčení v Jižní Koreji skončilo dne 27. března 2017.

## Hudba
V dubnu 2017 byl pro složení filmové hudby najmut skladatel Ludwig Göransson. Základní hudební námět načerpal v Senegalu a Jižní Africe, kam se odletěl inspirovat. Současně byl režisérem najmut rapper Kendrick Lamar, aby se stal kurátorem a producentem soundtrackem složeným z původních písní. Soundtrack Black Panther: The Album bylo vydáno na začátku února 2018. Z Alba pochází úspěšné singly "All the Stars" (Kendrick Lamar a SZA) a "Pray for Me" (Kendrick Lamar a The Weeknd). Album debutovalo na 1. příčce žebříčku Billboard 200 a stalo se komerčním úspěchem.
Album filmové hudby Ludwiga Göranssona obdrželo Oscara za nejlepší filmovou hudbu a cenu Grammy za nejlepší soundtrack. Mnoho nominací si odnesla také titulní píseň "All the Stars" (Kendrick Lamar a SZA), například čtyři nominace na cenu Grammy, nominace na Oscara za nejlepší píseň ve filmu nebo nominace na Zlatý glóbus za nejlepší píseň.

## Vydání
Black Panther měl premiéru ve Spojeném království dne 9. února 2018, v České republice dne 15. února 2018 a ve Spojených státech amerických dne 16. února 2018. Původní premiéra byla plánovaná na 3. listopadu 2017, poté 6. července 2018.

## Přijetí

### Tržby
V Severní Americe, kde byl promítán v 4020 kinech, utržil snímek 700 059 566 dolarů, v ostatních zemích dalších 646 853 595 dolarů. Celosvětové tržby tak dosáhly 1 346 913 161 dolarů. Během úvodního víkendu utržil v Severní Americe přes 202 milionů dolarů. Film byl teprve pátým v historii, který za první víkend v Severní Americe utržil více než 200 milionů dolarů. Zlomil také řadu dalších rekordů (například nejlepší otevírací víkend v únoru). Miliardy dolarů dosáhl za 24 dní v distribuci. Stal se tak teprve 33. filmem v historii, který přesáhl hodnotu 1 miliardy dolarů a 5. filmem v rámci Marvel Cinematic Universe. V Severní Americe šlo v době vydání o nejvýdělečnější komiksovou adaptaci, Black Panther překonal i takové snímky jako Avengers nebo Temný rytíř; sám byl překonán až snímkem Avengers: Endgame (2019). Současně se jedná o jeden z nejvýdělečnějších filmů historie na severoamerickém trhu.

### Filmová kritika
Server Rotten Tomatoes udělil snímku známku 9,7/10 a to na základě 365 recenzí (z toho 353 jich bylo pozitivních, tj. 97 %).  Od serveru Metacritic získal film, podle 55 recenzí, celkem 88 ze 100 bodů.
Snímek zaznamenal celkem 220 nominací na ceny, ze kterých získal 79. Film byl nominován na sedm Oscarů, včetně nejlepšího filmu roku, přičemž proměnil tři ceny: za nejlepší filmovou hudbu, za kostýmy a za produkční design. Snímek získal také cenu BAFTA za nejlepší vizuální efekty. Tři neproměněné nominace zaznamenal na 76. ročníku udílení Zlatých glóbů (nejlepší film - Drama, nejlepší původní píseň, nejlepší filmová hudba).